# ФК Борац Кнежеви Виногради
НК Борац је фудбалски клуб из Кнежевих Винограда, основан 1929. године, у време Краљевине Југославије.
Тренутно се такмичи у 1. ЖНЛ Осјечко-барањској, петом рангу такмичења.